# Granica azersko-turecka
Granica azersko-turecka – to granica międzypaństwowa, ciągnąca się na długości 17 km korytem rzeki Araks, od trójstyku z Armenią na północy do trójstyku z Iranem na południu. Jest to jedna z najkrótszych granic państwowych na świecie i najkrótsza na kontynencie azjatyckim. Oddziela od siebie trójstyki: turecko-azersko-armeński i turecko-azersko-irański, przez co w tym miejscu jest bliskie wystąpienia zjawisko czwórstyku.
Azerbejdżan graniczy z Turcją poprzez swoją eksklawę, Nachiczewańską Republikę Autonomiczną.